# Черник (заповідне урочище)
Заповідне урочище місцевого значення «Черник» (втрачене) було оголошене Рішенням виконкому Івано-Франківської обласної ради від 19.07.1988 року №128.  Площа 102. Було розміщене у Надвірнянському районі Івано-Франківської області, на землях Горганського лісництва, у кв.18.

## Характеристика
Цікавий горганський ландшафт з цінними природними деревостанами на кам’янистих ґрунтах яменнського пісковика. Урочище знаходиться на висоті 800-1100 метрів над рівнем моря.

## Скасування
Розпорядженням Івано-Франківської обласної державної адміністрації №443 від 23.06.1997 року "Про внесення змін і доповнень  у  мережу  територій та об’єктів природно-заповідного фонду об'єкт було скасовано у зв’язку з входженням його до складу природного заповідника «Ґорґа́ни».